# André Mazana
André Mazana, né à Toulouse le 6 février 1913 et mort pour la France le 22 août 1944 à La Valette-du-Var est un militaire et résistant français, Compagnon de la Libération. Faisant partie des premiers français à rallier le général de Gaulle en Angleterre, il participe aux campagnes des Forces françaises libres en Afrique du nord, au Moyen-Orient et en Italie avant d'être tué au combat lors de la libération de la France.

## Biographie

### Enfance et scolarité
Né à Toulouse le 6 février 1913 de parents commerçants, il y pratique le rugby dont il tire un important sens de la solidarité et de la camaraderie qui le suivront tout au long de sa carrière. Appelé au service militaire en avril 1934, il effectue celui-ci jusqu'en juillet 1935 au 121e régiment d'infanterie à Montluçon. De retour dans la vie civile, il exerce à Chambéry la profession de directeur commercial pour la société Descours & Cabaud.

### Seconde Guerre mondiale

#### Bataille de France
À la déclaration de guerre, le 2 septembre 1939, André Mazana est mobilisé et affecté à la 42e demi-brigade de mitrailleurs coloniaux au camp de Souge. Puis il est transféré au Centre de transition des troupes coloniales qui, après de violents combats sur la Meuse, doit se replier en juin 1940 dans le Périgord. Le 17 juin, à Cherbourg, il embarque pour l'Angleterre où il débarque à Southampton deux jours plus tard. Il s'engage dans les forces françaises libres le 1er juillet 1940 et est affecté à la compagnie de marche "Durif" sous les ordres du lieutenant Jean Magne,.

#### Campagne d'Afrique du nord
Quittant l'Angleterre le 31 août 1940, il débarque à Freetown en Sierra Leone et participe à la bataille de Dakar puis rejoint Brazzaville, déclarée capitale de la France libre où il est promu caporal début novembre. Puis il participe à la campagne du Gabon et se retrouve à Libreville où il est promu sergent en février 1941. En avril de la même année, il est envoyé au Moyen-Orient où il participe à la campagne de Syrie à l'issue de laquelle il est promu sergent-chef,. De retour en Afrique, il est affecté en avril 1942 au bataillon de marche no 11 (BM11) de la 2e brigade de la 1re division française libre avec laquelle il participe aux combats d'Égypte, de Libye et de Tunisie. Lors de la seconde bataille d'El Alamein en octobre 1942, il se distingue à la tête d'une demi-section de Bren Carriers dans des combats sur le massif de l'Himeimat. Au début de l'année 1943, sa section stationne à Tobrouk où il est promu adjudant le 1er avril. Il participe ensuite à la campagne de Tunisie où, lors d'une reconnaissance dans le massif du Djebal Garci, il est blessé le 8 mai 1943 à proximité du village de Takrouna,.

#### Campagne d'Italie
André Mazana quitte l'Afrique en 1944. Le 20 avril, toujours au sein de la 1re division française libre, il débarque à Naples. Chef d'une section de mitrailleuses du BM11, il participe à l'assaut contre la ligne Gustave et la Ligne Hitler dans le secteur du Mont Cassin,. Il se distingue particulièrement par la prise et l'occupation d'un point d'appui allemand près de Pontecorvo. Deux jours plus tard, il contribue à l'avancée des troupes canadiennes sur les bords du Liri en stoppant une compagnie d'infanterie allemandes grâce à des tirs d'une redoutable précision. Le 5 juin 1944, le lendemain de la libération de Rome, André Mazana participe dans cette ville au défilé des troupes alliées victorieuses.

#### Libération de la France
Promu adjudant-chef le 5 juin 1944, il participe à Fréjus le 17 août suivant à la 2e vague du débarquement de Provence. L'objectif étant la prise du port militaire de Toulon, André Mazana et son unité progressent vers l'est. Ils rencontrent une forte résistance et connaissent de violent combat sur le mont Redon près de La Crau et à Hyères,. Le 20 août, la phase finale de la libération de Toulon s'engage. Le 22 août à La Valette-du-Var, il mène sa section de mitrailleurs sur une colline boisée fortement tenue par les allemands. Parvenant à s'en emparer, il tient la position pendant trois heures et appuie une section d'infanterie en difficulté. Mais peu avant l'arrivée des renforts et alors qu'il part reconnaître un nouvel emplacement pour l'un de ses groupes, il est mortellement touché par une rafale de pistolet-mitrailleur,,. La reddition de Toulon intervient quatre jours plus tard. Cité à l'ordre de l'armée, il est décoré de la Croix de la Libération à titre posthume. Il est inhumé dans sa ville natale de Toulouse, au cimetière de Terre-Cabade.

## Décorations
|  |  |  |
|  |  |  |
|  |  |  |
|  |  |  |

| Chevalier de la Légion d'Honneur                        | Chevalier de la Légion d'Honneur                        | Compagnon de la Libération À titre posthume, par décret du 29 septembre 1944 | Compagnon de la Libération À titre posthume, par décret du 29 septembre 1944 | Médaille militaire                                                | Médaille militaire                                                |
| Croix de Guerre 1939-1945 Avec trois palmes             | Croix de Guerre 1939-1945 Avec trois palmes             | Médaille des blessés de guerre                                               | Médaille des blessés de guerre                                               | Croix du combattant volontaire 1939-1945                          | Croix du combattant volontaire 1939-1945                          |
| Croix du combattant volontaire de la Résistance         | Croix du combattant volontaire de la Résistance         | Croix du combattant                                                          | Croix du combattant                                                          | Médaille coloniale Avec agrafes "Libye" et "Tunisie"              | Médaille coloniale Avec agrafes "Libye" et "Tunisie"              |
| Médaille commémorative française de la guerre 1939-1945 | Médaille commémorative française de la guerre 1939-1945 | Médaille commémorative des services volontaires dans la France libre         | Médaille commémorative des services volontaires dans la France libre         | Médaille commémorative de Syrie-Cilicie Avec agrafe "Levant 1941" | Médaille commémorative de Syrie-Cilicie Avec agrafe "Levant 1941" |

## Hommages
- La 187e promotion de l'École nationale des sous-officiers d'active a été baptisée en son honneur[5].
- Une rue de Toulouse porte son nom[6].Insigne de la 187e promotion ENSOA

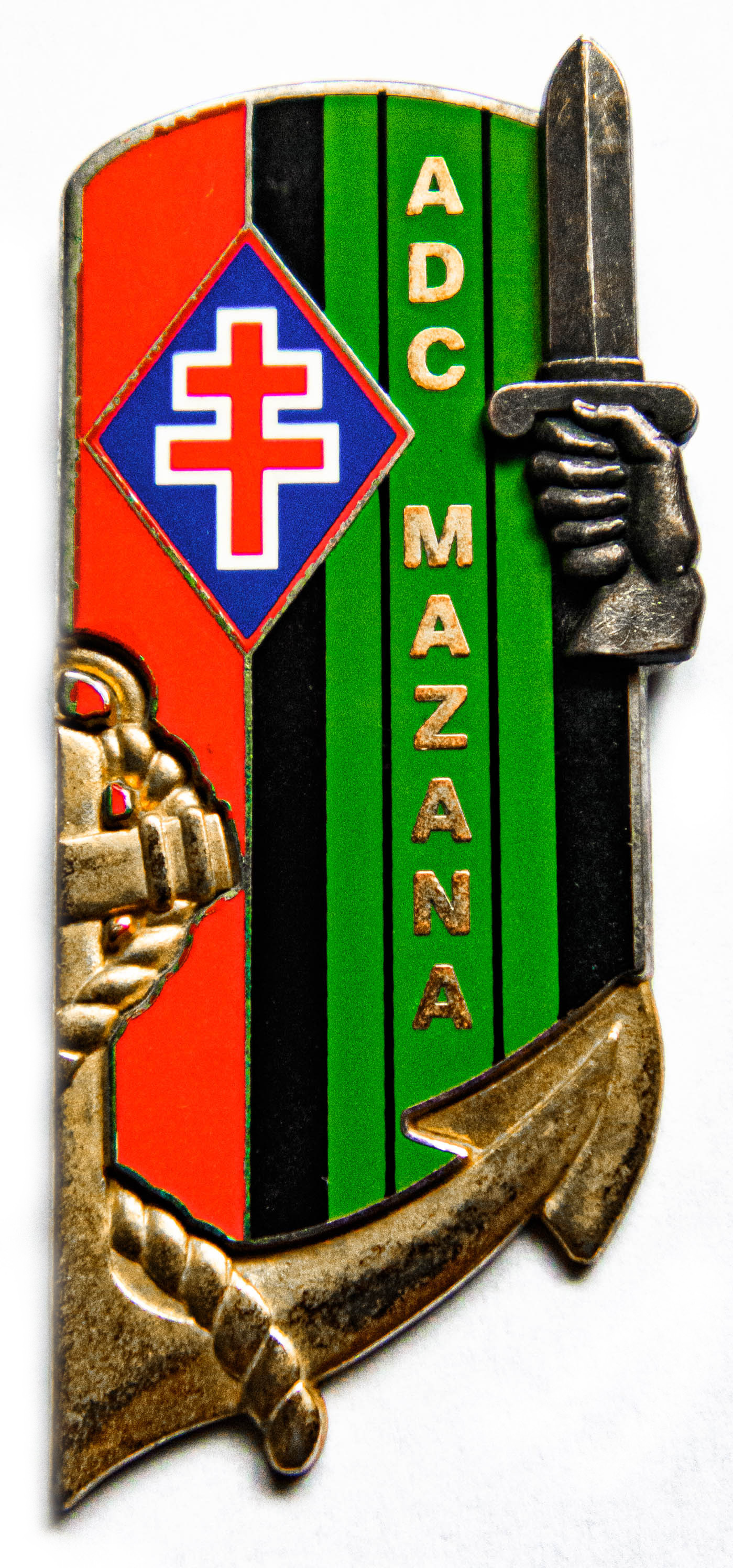
Insigne de la promotion ENSOA